# Ca l'Aranyó
Ca l'Aranyó es una antigua fábrica dedicada a la manufactura de algodón situada en el barrio de Pueblo Nuevo, en Barcelona (España). Fue fundada por Claudi Aranyó y Antoni Escubós en el siglo XIX. Está declarada Bien de Interés Local y es uno de los ejemplos más emblemáticos de patrimonio industrial catalán.

## Historia

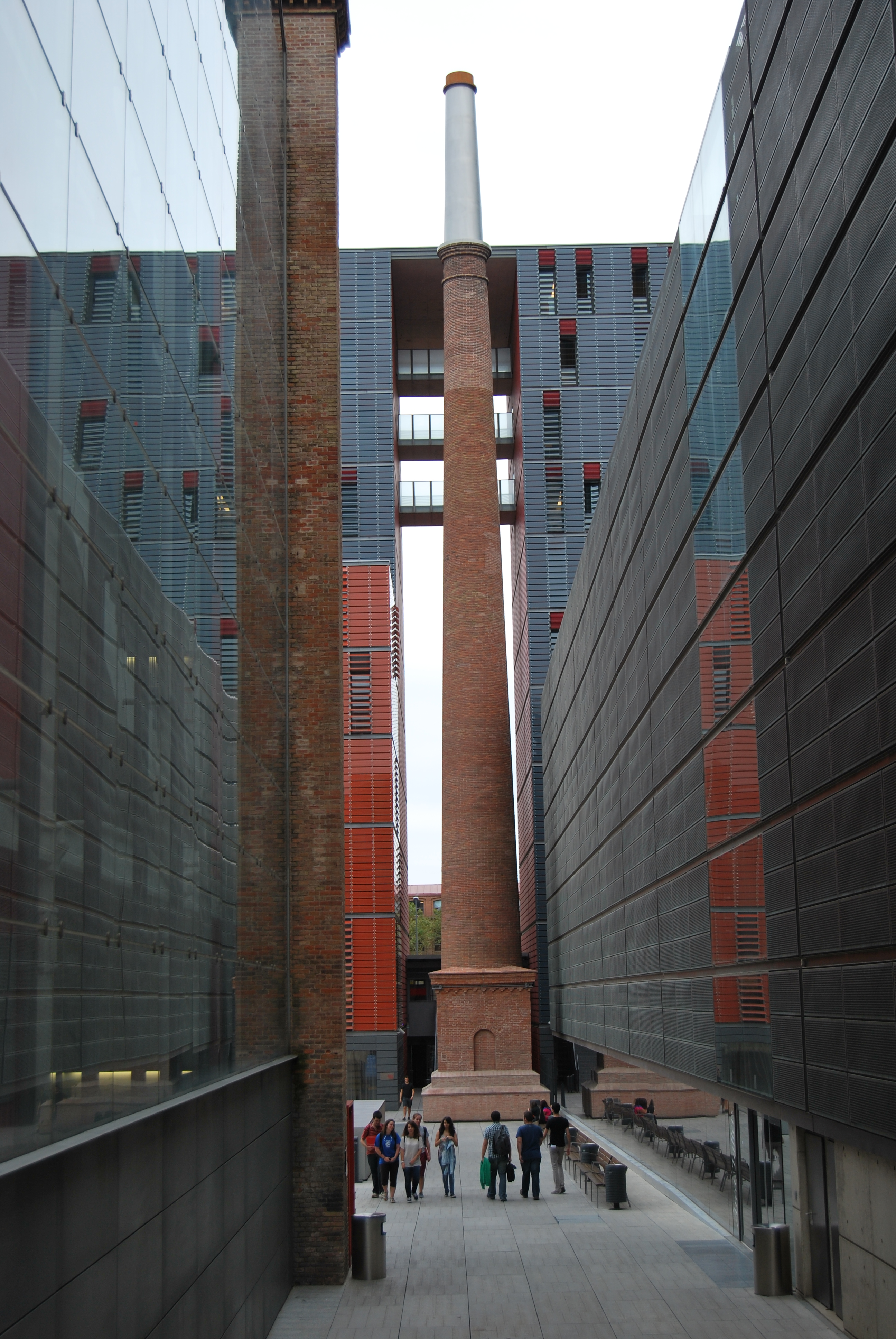
Chimenea

El edificio de Ca l'Aranyó fue levantado por el maestro de obras Josep Marimon según el proyecto de la empresa británica  Prince Smith and Son, entre 1872 y 1878, Dedicada a la fabricación de hilados y tejidos de lana y algodón, Ca l’Aranyó pertenecía al empresario catalán Claudi Aranyó y estuvo en funcionamiento hasta el año 1986, cuando cayó en un proceso de degradación.
Seguía el sistema de hilatura inglés Bradford, contando con una caldera de vapor Alexander.

### Descripción
Fue la primera fábrica barcelonesa que se adaptó al plano cuadrícula de Ildefonso Cerdá. El exterior, debido a la importación de su estilo desde Inglaterra, es el característico del estilo manchesteriano, fabrica de pisos con ladrillo visto en el exterior y elementos estructurales metálicos, mientras que la técnica constructiva fue catalana, con la bóveda característica. Esto favorece los grandes espacios diáfanos aprovechables para la actividad industrial. Fue reformada en cuatro ocasiones por Joaquim Vilaseca, en 1933, 1943, 1947 y 1950.
El conjunto está formado por el edificio principal de planta baja y tres pisos, una nave adosada a éste y diferentes elementos situados en el interior de entre los que destaca la chimenea troncocónica.
En su momento se valoró la posibilidad de instalar en los edificios abandonados un museo de la moto. Finalmente se optó por integrarlo en el complejo universitario Pompeu Fabra, formando parte del campus dedicado a la comunicación, tecnología e innovación, centro del plan conocido como zona tecnológica del 22@.